# 9448 Доналдевіс
9448 Доналдевіс  (9448 Donaldavies) — астероїд головного поясу, відкритий 5 червня 1997 року.
Тіссеранів параметр щодо Юпітера — 3,357.